# Leucosia longimaculata
Leucosia longimaculata is een krabbensoort uit de familie van de Leucosiidae. De wetenschappelijke naam van de soort is voor het eerst geldig gepubliceerd in 1991 door Chen & Fang.